# Tam Tần
Tam Tần (tiếng Trung: 三秦; bính âm: Sān Qín) được dùng để đề cập đến ba trong số Mười tám nước hình thành từ các bộ phận của đế quốc Tần sau sự sụp đổ của nhà Tần vào năm 206 TCN. Ba vương quốc này nằm tại Quan Trung (ngày nay là trung tâm Thiểm Tây), khu vực trung tâm của đế chế Tần.
Ban đầu, theo lời hứa của Sở Nghĩa Đế, Quan Trung thuộc về Lưu Bang vì ông là người đầu tiên chiếm được Quan Trung và kết thúc Triều đại nhà Tần. Tuy nhiên, Hạng Vũ bỏ qua lời hứa này và đưa Lưu Bang đến một thái ấp khác là nước Hán tại Tứ Xuyên ngày nay. Thay vào đó, Quan Trung lại được cấp cho ba tướng cũ của Tần, những người đã đầu hàng Hạng Vũ sau trận Cự Lộc. Ba vương quốc này do đó được gọi chung là Tam Tần vì chúng nằm trên vùng đất trung tâm của nước Tần cũ.
Tam Tần là:
- Ung (雍), cai trị bởi Chương Hàm, nằm ở trung tâm Thiểm Tây và phía đông Cam Túc ngày nay.
- Tắc (塞), cai trị bởi Tư Mã Hân, nằm ở phía đông bắc Cam Túc.
- Địch (翟), cai trị bởi Đổng Ế, nằm ở phía bắc Cam Túc.

Vào mùa thu năm 206 TCN, tướng của Lưu Bang là Hàn Tín đã thực hiện một cuộc tấn công bất ngờ vào nước Đại và đánh bại Chương Hàm. Tiếp theo đó, Tư Mã Hân và Đổng Ế cũng đầu hàng Hàn Tín. Vào 205 TCN, Tam Tần đã trở thành một phần của nước Hán (sau này trở thành nhà Hán).